# Ngablak (Cluwak)
Ngablak is een bestuurslaag in het regentschap Pati van de provincie Midden-Java, Indonesië. Ngablak telt 6286 inwoners (volkstelling 2010).